# Брандан, Отавиу
Отавиу Бранда́н (Брандао Рего, порт. Octávio Brandão Rego; 12 сентября 1896, Висоза (Алагоас), Бразилия — 15 марта 1980, Рио-де-Жанейро) — бразильский писатель, публицист, историк, общественный деятель, активист и теоретик Бразильской коммунистической партии, способствовавший распространению в стране марксистского учения и оказавший влияние на поколение бразильских левых.

## Биография
Сын бедного аптекаря. В 15 или 16 лет, к отчаянию своей традиционалистской семьи порвал с католицизмом, и примкнул к анархистскому движению начала XX века. Основал Конгрегацию за свободу людей ии земли. За свою борьбу за 8-часовой рабочий день получал угрозы расправы и был вынужден покинуть родные края. Неоднократно подвергался тюремному заключению. Окончил Университет Ресифи, по специальности фармацевт.
Литературную деятельность начал с исторических очерков и стихов исторического содержания в 1914 году — тогда в «Diário de Pernambuco» был опубликован его первый интеллектуальный труд «Аспекты Пернамбуку конца XVI века» (Aspectos Pernambucanos nos Fins do Século XVI).
В 1919 году Брандана в аптеке, где тот работал, посетил Астрожилду Перейра, одолживший несколько марксистских книг — французские переводы Маркса, Энгельса и Ленина. В 1920 году Брандан присоединился к группе Clarté в Париже, в конце 1921 года стал одним из основателей Коммунистической группы Рио-де-Жанейро, а через «Бразильскую коммунистическую группу Зумби» во второй половине 1922 года стал членом Бразильской компартии. В последней он стал секретарём ЦК по идеологии и пропаганде (1923—1930).
В 1923 году из-под пера Отавиу Брандана в профсоюзной газете «Voz Cosmopolita» вышел первый бразильский португалоязычный перевод «Манифеста Коммунистической партии» Маркса и Энгельса.
В 1924 году на протяжении месяца он в общем закончил работу над «Аграризмом и индустриализмом» (Agrarismo e Industrialismo), где он пытается применить к анализу бразильской действительности положения «Империализма, как высшей стадии капитализма» Ленина. Текст был распространён в машинописных экземплярах и послужил основой для тезисов, которые Астрожилду Перейра представил на II съезде Коммунистической партии 16-18 мая 1925 года. Книга была опубликована лишь в апреле 1926 года под псевдонимом Фриц Майер и с ложным указанием места издания (Буэнос-Айрес), чтобы перехитрить политическую полицию президента Артура Бернардиса.
Диалектика Брандана сводилась к триаде «тезис-антитезис-синтез», которую он охотно применял к любым процессам: например, в восстании 1924 года «тезисом» был президент республики Артур Бернардис, представитель феодального аграризма; восставший генерал Изидору Диас Лопис, представляющий мелкую буржуазию и промышленный капитал, был противоположностью — результирующим синтезом же у него выступала пролетарская социалистическая революция, который предстояло произойти. Аналогичным образом Брандан представлял и траекторию рабочего движения в Бразилии: «тезис» был начальным периодом анархистской гегемонии в нём, антитезис — периодом преследований, развязанных Эпитасиу Песоа, синтез, опять-таки, — периодом пролетарской революции, отсчёт которого ведется с основания БКП.
В 1925 году Брандан возглавил процесс основания и стал первым редактором первой массовой газеты Коммунистической партии «A clase operária» («Классе оперария» — «Рабочий класс»), а два года спустя также стал главным редактором ежедневника «A Nação».
В 1928 году он стал кандидатом от столичного округа по списку Рабоче-крестьянского блока (Bloco Operário e Camponês) — избирательного фронта, созданного нелегальной тогда компартией — и был избран депутатом в Рио.
Однако, с поворотом III Интернационала к линии «третьего периода кризиса капитализма», первоначальные идеи Брандана о бразильской революции были подвергнуты осуждению и заклеймены «правоменьшевистскими», так что его подвергли унизительной самокритике и был отстранён от партийного руководства.
Преследуемый правительством Жетулиу Варгаса за свою политическую деятельность, Брандан в 1931 году был выслан из Бразилии в Германию, после чего на протяжении 15 лет жил в изгнании в СССР, работая на португалоязычном вещании московского радио и в организации Коминтерна, а во время войны в НИИ-301 в Уфе. Там же умерла и его супруга и единомышленница Лаура, и осталась жить их дочь Сатва. Только в 1946 году Брандао смог вернуться на родину.
Находясь в эмиграции, критиковал Ноябрьское восстание 1935 года недавно вступившего в БКП Луиса Карлоса Престеса и утверждение Карлоса Ласерды, будто миллион бразильцев готовы немедленно поддержать революцию во главе с Престесом; при этом занимлася работой Комитета в защиту Престеса, когда тот подвергся репрессиям, и организовал кампанию за освобождение родившейся в тюрьме Моабит Аниты Престес, его дочери от Ольги Бенарио-Престес.
В 1947 году, вернувшись в Бразилию, был избран депутатом от коммунистов, однако в 1948 году мандаты всех парламентариев БКП были аннулированы после отмены регистрации партии Высшим избирательным судом. Затем Брандан ушёл в подполье, оставаясь там до 1958 года, когда во время президентства Жуселину Кубичека коммунисты смогли вернуться к легальной деятельности. После военного переворота 1964 года Брандан вновь скрывался в подполье вплоть до 1979 года, а в следующем году умер.

## Сочинения
Отавиу Брандан был важной фигурой для понимания социокультурной истории Алагоаса и в качестве учёного и исследователя оставил монументальную коллекцию, до сих пор сохраняющую значение как источник для академических исследований.
За книгу очерков «Протоки и озерки» (Canais e Lagoas), написанную ещё в 1916—1917 годах и изданную в 1919 году — уникальную летопись природы лагунного комплекса Мундау-Мангуаба, когда вмешательство человека ещё не привело к значительным изменениям в экосистеме, а также быта и социальных проблем жителей своего родного штата — Брандана иногда называют первым бразильским экологом.
Другие значительные произведения Брандана — «Пролетарская Россия» (Russia proletária, 1924), прозаическая эпопея о борьбе бразильского народа «Путь» (O caminho, 1950)  сборник очерков о бразильских писателях «Прогрессивные деятели культуры» (Os intelectuais progressistas, 1956), крайне критичная к своему субъекту монография «Машаду де Ассис-нигилист» (O nihilista Machado de Assis, 1958). Также ему принадлежит поэма о тяжёлой доле бразильских крестьян «Жундиа» (Jundiá), вышедшая в 1948 году под псевдонимом Даниел Брау́н. Работа «К успехам исторической науки в Бразилии» (1960) содержит резкую критику буржуазной историографии.

### В русском переводе
- Бразильская тюрьма. «Интернациональная литература», 1934, № 2.
- Зэ Курау в поисках счастья, «Вокруг света», 1949, № 3.